# Василевский, Зыгмунт
Зыгмунт (Зигмунт) Василевский (пол. Zygmunt Wasilewski; 29 апреля 1865, Секерно (ныне гмина Бодзентын Келецкого повята, Свентокшиского воеводства Польши — 25 ноября 1948, Закопане) — польский политик, редактор, публицист, историк и литературный критик.

## Биография
С 1884 по 1889 год изучал право в университетах Варшавы, Киева и Санкт-Петербурга.
Ещё будучи студентом (с 1897 года) участвовал в деятельности подпольной студенческой организации «Союз польской молодёжи „Зет“» (Związek Młodzieży Polskiej «Zet»), с 1889 года член «Лиги народовой» («Национальная лига», «Liga Narodowa» — нелегальная политическая организация, действовавшая во всех частях разделённой между Австрией, Россией и Германией Польши).
В 1892—1894 гг. вместе со Стефаном Жеромского работал помощником библиотекаря в Польском музее в Рапперсвиле.
После возвращения в 1894 году в Варшаву, до 1899 года редактировал еженедельник «Głos» («Голос»). В 1897-1898 гг. — член комитета по сооружению памятника А. Мицкевичу в Варшаве.
В 1901 году переехал во Львов, где начиная с 1902 года в течение тринадцати лет был редактором журнала «Słowo Polskie» («Польское слово»). В июне 1915 года Василевский вместе с семьей переехал в Киев.
По приглашению Романа Дмовского переехал в Петербург, где до конца 1917 года был главным редактором общественно-политического еженедельника «Sprawa Polska» («Польский вопрос»).
После большевистского переворота вернулся в Киев и до сентября 1918 года работал редактором «Przegląd Polskі» («Польский обзор»).
С ноября 1918 до марта 1925 года — главный редактор «Gazety Warszawskiej» («Газеты Варшавской»), затем с 1925 по 1939 год — главный редактор «Myśl Narodowа» («Национальная Мысль»).
В 1930—1935 годах избирался в Сенат Польской Республики.
После Второй мировой войны поселился в городе Висле. 
Зыгмунт Василевский умер 25 октября 1948 года в Закопане.